# Antonio Bonavena
Antonio Bonavena (* 14. März 1896 in Briatico (Italien); † 22. Juli 1960) war ein argentinischer Bandoneonist, Bandleader und Tangokomponist italienischer Herkunft.

## Leben und Wirken
Bonavena kam mit seiner Familie im Alter von elf Jahren nach Argentinien. Er begann seine musikalische Laufbahn 1925 im Orchester des Senders Radio Prieto. Im Folgejahr gründete er ein eigenes Orchester, mit dem er bei Radio Argentina und bei La Voz del Aire auftrat. 1928–29 nahm er beim Label Electra mit einer Formation namens Trío Regional sechzehn Titel auf, darunter Rancheras, Foxtrotts und Walzer, aber nur einen Tango. Mit seinem Orchester spielte er zwei Titel mit dem Sänger Carlos Viván und drei mit der Sängerin Mary White ein.
Weitere 72 Aufnahmen mit seinem Orchester entstanden zwischen 1930 und 1932 bei Columbia Records. Diesem gehörten in dieser Zeit die Bandoneonisten Federico Scorticati, Gabriel Clausi und Vicente Sipulla, die Geiger Octavio Scaglione, José Fiocco, Antonio Buglione und Ángel Milito, der Pianist José Tinelli und der Bassist Francisco De Lorenzo sowie als Refrainsänger (estribillistas) Antonio Rodríguez Lesende, Antonio Buglione und Jorge Omar an. Als Gäste wirkten an einigen Aufnahmen die Bandoneonisten Joaquín Mora und Alberto Cima, die Geiger Antonio Rodio und Cayetano Puglisi und die Pianisten Lalo Scalise und Oreste Cúfaro mit.
Zwischen 1932 und 1934 trat Bonavena im Casino von Mar del Plata auf. Nach seiner Rückkehr nach Buenos Aires spielte er mit seinem Orchester in Cafés, Nachtbars und Cabarets der Stadt. Mit dem Orchester traten zu dieser Zeit der Pianist Manuel Sucher, später José Basso und die Sänger Luis Mendoza und Roberto Flores auf. Mit ihm debütierte 1938 im Petit Salón der sechzehnjährige Sänger Roberto Rufino.
Neben Tangos komponierte Bonavena zahlreiche Stücke anderer Genres wie Walzer, Foxtrotts, Shimmies, Rancheras und Milongas. Bonaveras Bruder Vicente war der Vater des argentinischen Boxchampions Óscar Bonavena.

## Kompositionen
Tangos
- Pájaro ciego (Text von Lito Bayardo)
- Arlette (Text von Horacio Sanguinetti)
- Color de cielo (mit eigenem Text)
- Organito del suburbio (mit eigenem Text)
- Tus cartas
- El gavilán
- Mala racha
- Pordiosera
- Seguí nomás hermano
- Sigan tomando muchachos (Text von Rodolfo Scafidi)
- Virgencita de Luján

Walzer
- Cariño que mata
- Lirio blanco
- Llanto de madre
- Martirios del alma
- Una esperanza

andere
- Francesita (Foxtrott)
- Amor de oriente (Foxtrott)
- Japonesita (Shimmy)
- Se va el tren (Shimmy)
- Metele que son pasteles (Ranchera)
- La polca de espiante (Ranchera)
- El barrio del tambor (Milonga)
- Pueblera (Milonga)